# NO, Thank You!
NO, Thank You! è un brano musicale j-pop scritto da Maezawa Hiroyuki ed Omori Sachiko ed interpretato dal gruppo Ho-kago Tea Time, formato dalle cinque doppiatrici dell'anime K-On!: Aki Toyosaki, Yōko Hikasa, Satomi Satō, Minako Kotobuki ed Ayana Taketatsu. Il brano, il cui singolo è stato pubblicato il 4 agosto 2010, è stato utilizzato come seconda sigla di chiusura della seconda stagione dell'anime K-On! dal 6 luglio al 28 settembre 2009.

## Tracce
Maxi Single Pony Canyon （PCCG-70079, PCCG-70080）
1. NO,Thank You! - 4:13
2. Girls in Wonderland - 3:30
3. NO,Thank You! (Instrumental) - 4:13
4. Girls in Wonderland (Instrumental) - 3:30

Durata totale: 15 min 39 s

## Classifiche
| Classifica (2010) | Posizione massima |
| ----------------- | ----------------- |
| Giappone (Oricon) | 2                 |